# Antares (rakieta)
Antares (znana wcześniej jako Taurus II) – rakieta nośna rozwijana przez Orbital Sciences Corporation występująca w wersjach dwu- i trzystopniowej. Zaprojektowana została do wynoszenia statku transportowego Cygnus w ramach projektu COTS. Antares jest w stanie wynieść ładunek o masie 5000 kg na niską orbitę okołoziemską. Starty odbywają się z portu Mid-Atlantic Regional Spaceport na terenie Wallops Flight Facility w Stanach Zjednoczonych.

## Budowa
Rakieta Antares (w wariantach 110 i 120) w pierwszym stopniu wykorzystuje dwa silniki AJ26-62, będące modyfikacją radzieckich silników NK-33, w których materiałem pędnym jest nafta i ciekły tlen. Stopień ten ma długość 27,6 m, a zbiornik na paliwo produkowany jest przez ukraińskie zakłady Jużmasz. Wariant 230, wprowadzony w 2016, wykorzystuje rosyjskie silniki RD-181.
 Drugi stopień napędzany jest silnikami Castor 30 na paliwo stałe i występuje w dwóch wariantach: 30A/B o długości 3,5 m i 30XL o długości ok. 6 m. Opcjonalnie można wykorzystać dwa rodzaje trzeciego stopnia. Pierwszy (ATK STAR 48BV na paliwo stałe) jest oparty na Star-48, natomiast drugi (BTS) jest napędzany hydrazyną.
Konfiguracja startowa rakiety określana jest przez trzycyfrową liczbę, gdzie jedna odpowiada odpowiedniemu stopniowi. Konfiguracje różnią się zastosowanymi w stopniach silnikami.
| Cyfra | Pierwszy stopień | Drugi stopień | Trzeci stopień |
| ----- | ---------------- | ------------- | -------------- |
| 0     | -                | -             | brak           |
| 1     | 2 x AJ26-62)     | CASTOR 30A    | BTS            |
| 2     | 2 x RD-181       | CASTOR 30B    | ATK STAR 48BV  |
| 3     | -                | CASTOR 30XL   | -              |

## Lista startów
| Nr | Data i godzina startu (UTC) | Nazwa misji   | Konfiguracja | Ładunek | Wynik     | Uwagi |
| -- | --------------------------- | ------------- | ------------ | --- | --------- | --- |
| 1  | 2013–04–21 21:00            | Antares A-ONE | 110          | symulator masowy statku bezzałogowego Cygnus, Dove 1, 3× PhoneSat („Alexander”, „Graham” i „Bell”)                             | Sukces    | Pierwszy lot rakiety – testowy |
| 2  | 2013–09–18 14:58            | COTS Orb-D1   | 110          | Cygnus Orb-D1 | Sukces    | Pierwszy lot statku Cygnus |
| 3  | 2014–01–09 18:07:05         | CRS Orb-1     | 120          | Cygnus CRS Orb-1, satelity typu CubeSat: ArduSat 2, LituanicaSAT, LitSat, SkyCube, UAPSat 1, 28 satelitów Flock-1 typu CubeSat | Sukces    | Pierwsza pełna misja cargo |
| 4  | 2014–07–13 16:52:14         | CRS Orb-2     | 120          | Cygnus CRS Orb-2, satelity typu CubeSat: TechEdSat-4, Lambdasat, MicroMAS, GEARRS 1, 28× Flock-1b                              | Sukces    | Druga misja cargo |
| 5  | 2014–10–28 22:22:38         | CRS Orb-3     | 130          | Cygnus CRS Orb-3, satelity typu CubeSat: Arkyd 3, RACE, GOMX 2, 26× Flock-1d                                                   | Porażka   | Trzecia misja cargo. Eksplozja ok. 15 sekund po starcie. |
| 6  | 2016-10-17 23:45:36         | CRS OA-5      | 230          | Cygnus CRS OA-5 | Sukces    | Pierwszy start w wersji 230. Piąta misja zaopatrzeniowa. |
| 7  | 2017-11-12 12:19:51         | CRS OA-8E     | 230          | Cygnus CRS OA-8E | Sukces    | Szósta misja zaopatrzeniowa |
| 8  | 21-05-2018 08:44:06         | CRS OA-9      | 230          | Cygnus CRS OA-9E | Sukces    | |
| 9  | 17-11-2018 09:01:31         | NG-10         | 230          | Cygnus NG-10 | Sukces    | |
| 10 | 17-04-2019 20:46:07         | NG-11         | 230          | Cygnus NG-11 | Sukces    | |
| 11 | 02-11-2019 13:59:47         | NG-12         | 230+         | Cygnus NG-12 | Sukces    | Pierwszy lot zmodyfikowanej rakiety Antares umożliwiającej wyniesienie na niską orbitę ziemską ładunku o masie o 800 kg większej od standardowej wersji 230. |
| 12 | 15-02-2020 20:21:04         | NG-13         | 230+         | Cygnus NG-13 | Sukces    | |
| 13 | 03-10-2020 01:16:14         | NG-14         | 230+         | Cygnus NG-14 | Sukces    | |
| 14 | 20-02-2021 17:36            | NG-15         | 230+         | Cygnus NG-15, 30 satelitów w formacie ThinSat                                                                                  | Sukces    | |
| 15 | 10-08-2021 22:01            | NG-16         | 230+         | Cygnus NG-16 | Sukces    | |
| 16 | 19-02-2022 17:40            | NG-17         | 230+         | Cygnus NG-17 | Sukces    | |
| 17 | 07-11-2022 10:32            | NG-18         | 230+         | Cygnus NG-18 | Sukces    | [ 13 ] |
| 18 | 02-2023                     | NG-19         | 230+         | Cygnus NG-19 | Planowane | [ 14 ] |